# Тырка
Тырка — деревня в Качугском районе Иркутской области России. Входит в состав Вершино-Тутурского муниципального образования.

## География
Находится примерно в 102 км к северо-востоку от районного центра на одноименном озере.

## Население
| 2002 | 2010 | 2011 | 2012 |
| ---- | ---- | ---- | ---- |
| 22   | ↘16  | →16  | →16  |

По данным Всероссийской переписи, в 2010 году в деревне проживало 16 человек (11 мужчин и 5 женщин). На 2014 год в Тырке насчитывалось 19 жителей.